# I Heard It Through the Grapevine
"I Heard It Through the Grapevine" är en låt skriven av Norman Whitfield och Barrett Strong 1966. Låten har spelats in av en mängd olika artister, av bland andra Smokey Robinson & the Miracles, Gladys Knight & the Pips, Marvin Gaye, The Slits och Creedence Clearwater Revival. Den släpptes först av Gladys Knight & the Pips den 28 september 1967, som singel med "It's Time to Go Now" som B-sida. Marvin Gayes version släpptes inte som singel, utan debuterade på albumet In the Groove (senare även kallad I Heard It Through the Grapevine!) i september 1968.
Gayes version röstades fram som den åttionde bästa låten genom alla tider av tidningen Rolling Stone på deras lista över de 500 bästa låtarna genom tiderna, som publicerades i november 2004.